# Олимпийский стадион (Пномпень)
Национальный олимпийский стадион (англ. National Olympic Stadium,кхмер. ពហុកីឡាដ្ឋានជាតិអូឡាំពិក) — основная спортивная арена столицы государства Камбоджа, города Пномпень. Стадион вмещает 50 000 зрителей. Несмотря на своё название на нём никогда не проводились Олимпийские игры.

## История
Строительство стадиона началось в 1963 году и завершилось в 1964 году. Главным архитектором был камбоджийский архитектор Ванн Моляванн. Стадион был построен специально к Играм Юго-Восточной Азии 1963 года, которые не состоялись из-за сложной внутренней обстановки в Камбодже, а также из-за разногласий с ИААФ.
В 1966 году на стадионе были проведены Первые Азиатские GANEFO с участием 17 стран (в отборочных соревнованиях, наряду с представителями азиатских стран, принимали участие спортсмены Гвинеи), которые также были отмечены доминированием спортсменов КНР, завоевавших 108 золотых медалей. 30 побед было на счету спортсменов КНДР, в 10 видах программы первенствовали представители Японии.
На стадиона прошли два мачта отборочного турнира к чемпионату мира по футболу 1966 года. У Северной Кореи не было дипломатических отношений с большинством стран, и было очень сложно найти место для игр с Австралией. Глава Камбоджии Нородом Сианук и глава КНДР Ким Ир Сен договорились о проведении матчей на Стадионе в Пномпене. Матчи привлекли большое количество болельщиков с обеих сторон.
Во времена «Красных кхмеров» стадион был использовали как место проведения собраний и съездов. В течение нескольких десятилетий стадион приходил в упадок и не реконструировался. Только в 2000 году стадион стали ремонтировать. К 2007 году стадион стал одной из достопримечательностей Пномпеня, благодаря различным городским мероприятиям и проводимым на нём играх чемпионата Камбоджи по футболу.
В комплекс стадиона входят несколько крытых площадок, бассейн и теннисные корты.

## Галерея

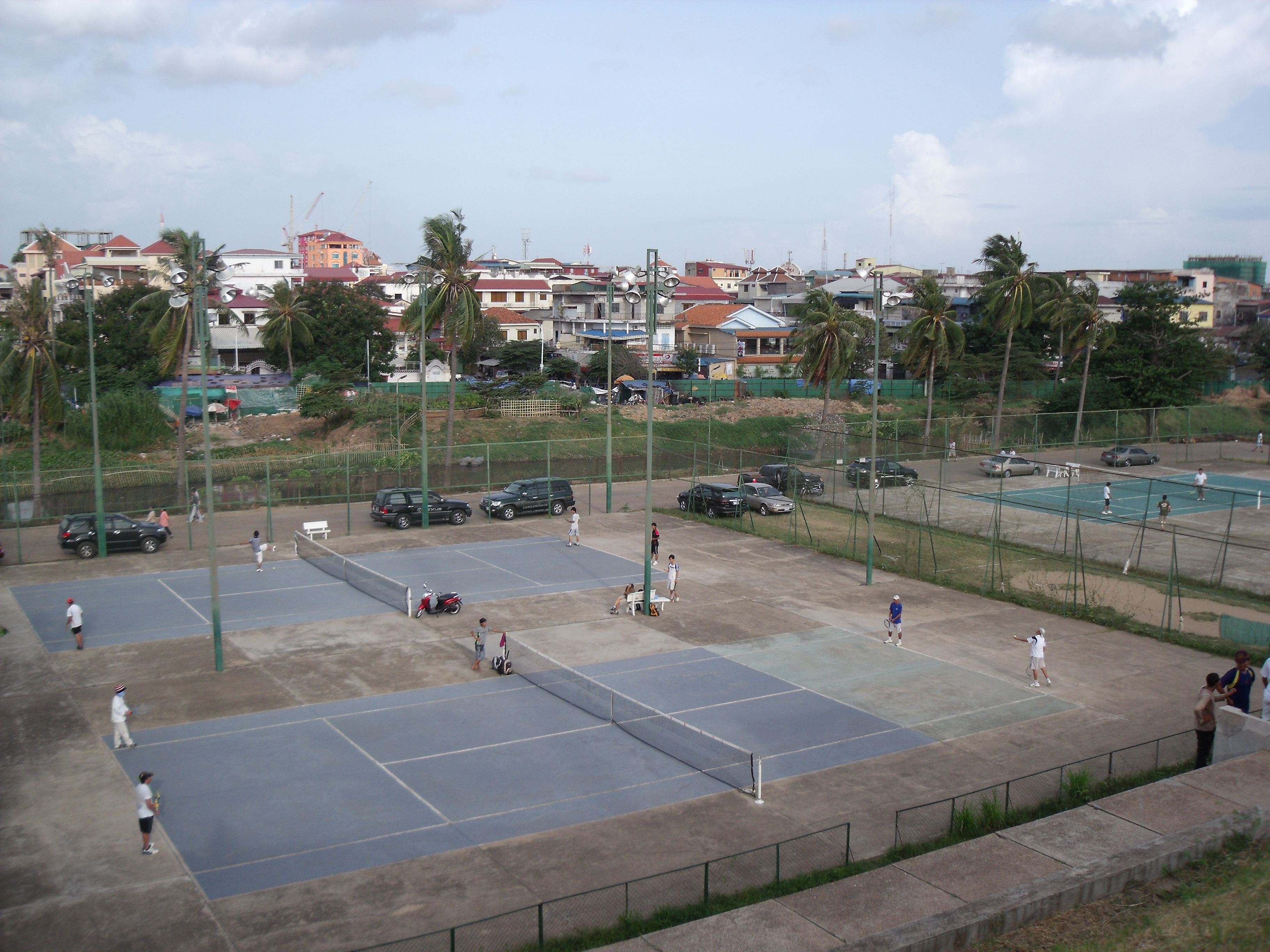
Несколько теннисных кортов около стадиона
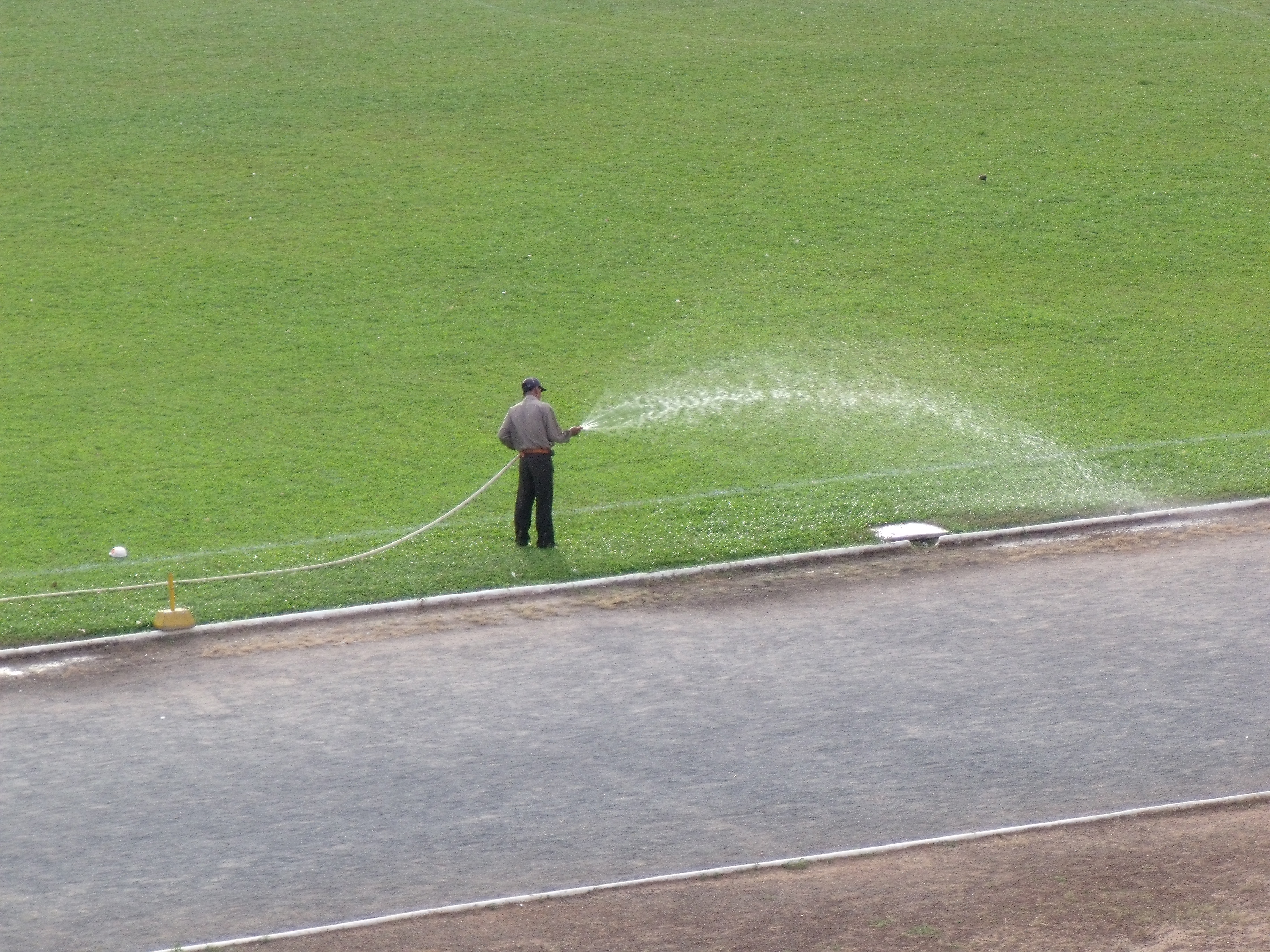
Поливка натурального газона